# アイダ・ルピノ
アイダ・ルピノ（Ida Lupino、1918年2月4日 - 1995年8月3日）はイギリス生まれのアメリカの女優・映画監督。ロンドン出身。

## 略歴
舞台芸人だった父親、スタンリー・ルピノや叔父の影響でショウ・ビズの世界に入った。1933年に映画デビュー。大スターではなかったが『ハイ・シェラ』など、ハードボイルド映画のヒロイン役で強い印象を残す。そのタフなイメージから、ベティ・デイヴィスと比べられることも多かった。また、女流映画監督の先駆けでもある。48年間のキャリアで映画に59本出演し、7本の監督を務めたほかテレビシリーズでもゲスト出演と監督を多く務めた。
1995年8月3日、脳梗塞の為ロサンゼルスで死去。77歳だった。

## 主な作品

### 出演

#### 映画
- 美人探し Search for Beauty (1934)
- 女装陸戦隊 Come on Marines! (1934)
- 巴里は夜もすがら Paris in Spring (1935)
- 永遠に愛せよ Peter Ibbetson (1935)
- 海は桃色 Anything Goes (1936)
- 或る雨の午後 One Rainy Afternoon (1936)
- 親分はお人よし Yours for the Asking (1936)
- 歌へ陽気に The Gay Desperado (1936)
- 海の巨人 Sea Devils (1937)
- 結婚気象台 Let's Get Married (1937)
- 画家とモデル Artists & Models (1937)
- 夜までドライブ They Drive by Night (1940)
- ハイ・シェラ High Sierra (1941)
- 海の狼 The Sea Wolf (1941)
- 生きてゐる死骸 Ladies in Retirement (1941)
- 夜霧の港 Moontide (1942)
- 虚栄の花 The Hard Way (1943)
- 提督の館 Forever and a Day (1943)
- ハリウッド玉手箱 Hollywood Canteen (1944)
- まごころ Devotion (1946)
- 私の彼氏 The Man I Love (1947)
- 深夜の歌声 Road House (1948)
- 秘境 Lust for Gold (1949)
- 危険な場所で On Dangerous Ground (1952)
- 二重結婚者 The Bigamist (1953)
- 地獄の掟 Private Hell 36 (1954) 兼脚本
- 口紅殺人事件 While the City Sleeps (1956)
- ジュニア・ボナー/華麗なる挑戦 Junior Bonner (1972)  - キネマ旬報ベストテン第7位
- 魔鬼雨 The Devil's Rain (1975)
- 巨大生物の島 The Food of the Gods (1976)

#### テレビドラマ
- ミステリー・ゾーン「スクリーンの中に消えた女」 The Twilight Zone: The Sixteen-Millimeter Shrine（1959年）
- バークにまかせろ Burke's Law（1963年 - 1964年）
- 0088/ワイルド・ウエスト The Wild Wild West（1966年）
- 刑事コロンボ Columbo
  - 「死の方程式」 Short Fuse（1972年）
  - 「白鳥の歌」 Swan Song（1974年）
- チャーリーズ・エンジェル「怪奇！女優にまつわる陰謀」 Charlie's Angels: I Will Be Remembered（1977年）

### 監督
- Not Wanted（1949年）
- Never Fear（1950年）
- Outrage（1951年）
- 砂に咲くバラ Hard, Fast and Beautiful（1951年）
- On Dangerous Ground（1951年） 共同監督
- ヒッチ・ハイカー The Hitch-Hiker（1953年） 兼共同脚本
- 二重結婚者 The Bigamist（1953年）
- 逃亡者 「真犯人は俺だよ」Fatso (1963年) （テレビシリーズ）
- ミステリー・ゾーン「生きている仮面」 The Twilight Zone: The Masks（1964年）（テレビシリーズ）
- 奥様は魔女「夫婦善哉」A Is For Aardvark (1965年) （テレビシリーズ）
- 青春がいっぱい The Trouble with Angels（1966年）